# Territorialversammlung von Wallis und Futuna
Die Territorialversammlung von Wallis und Futuna (französisch Assemblée territoriale des îles Wallis et Futuna) ist das Parlament und die Legislative des französischen Überseegebiets Wallis und Futuna.
Präsident der Territorialversammlung ist derzeit Munipoese Muli'aka'aka

## Aufgaben
Als legislative Gewalt Wallis und Futunas hat die Territorialversammlung die Aufgabe, Gesetzesentwürfe anzunehmen oder abzulehnen. Diese werden zum Beispiel durch den Präsidenten der Territorialversammlung oder durch einen der Ausschüsse eingebracht.
Im Gegensatz zu anderen französischen Gebietskörperschaften ist in Wallis und Futuna der von der französischen Regierung ernannte Administrateur Supérieur nicht nur für die staatliche Verwaltung zuständig, sondern gleichzeitig auch Oberhaupt der Exekutive der Gebietskörperschaft und als solches zuständig für die Ausführung der Beschlüsse der Territorialversammlung.

## Struktur

### Wahlkreise
Die Territorialversammlung hat 20 Mitglieder, die in fünf Wahlkreisen gewählt werden, die den drei Distrikten des Königreichs Uvea sowie den beiden Königreichen Sigave und Alo entsprechen.
In jedem Wahlkreis wird eine durch das Territorialstatut festgelegte Anzahl von Abgeordneten gewählt:
- Sigave (3 Sitze)
- Alo (4 Sitze)
- Uvea:
  - Muʻa (6 Sitze)
  - Hahake (4 Sitze)
  - Hihifo (3 Sitze)

### Vorsitz
Die Territorialversammlung wählt jährlich aus ihren Reihen ihren Präsidenten, ihren Vizepräsidenten und zwei Sekretäre, die zusammen das  bureau (Parlamentspräsidium) bilden.
Derzeit ist Präsident der Territorialversammlung Munipoese Muli'aka'aka, Vizepräsident Paino Vanai, 1. Sekretärin Lauriane Verge und 2. Sekretär Charles Gaveau.

### Ausschüsse
Die Territorialversammlung besitzt einen ständigen Ausschuss (commission permanente) mit vier Mitgliedern, der die Territorialversammlung zwischen den Sitzungen vertritt, und derzeit zehn Fachausschüsse mit je fünf Mitgliedern.
Vorsitzender des ständigen Ausschusses ist Lafaele Tukumuli.
- Ausschuss für Finanzen, Wirtschaft und Entwicklung (Präsident: Soane-Paulo Mailagi)
- Ausschuss für Bildung (Präsident: Napole Polutélé)
- Ausschuss für Ausrüstung, Planung und Umwelt (Präsident: Toma Savea)
- Ausschuss für Landwirtschaft, Vieh und Fischerei (Präsident: André Vaitotai)
- Ausschuss für Soziales und den Öffentlichen Dienst (Präsident: Atoloto Kolokilagi)
- Ausschuss für Kultur, Tourismus, Jugend und Sport (Präsident: Lavinia Tagane)
- Ausschuss für Frauen und Handwerk (Präsident: Yannick Feleu)

## Sitze
Seit der Wahl der Territorialversammlung von Wallis und Futuna 2017 hat die Koalition 11 Sitze und die Opposition 9 Sitze. Nur die Hälfte der Abgeordneten gehört einer Fraktion an. Die Mitglieder der Territorialversammlung gehören verschiedenen Listen (ähnlich zu Parteien) an und ordnen sich Fraktionen zu. David Vergé und Frédéric Baudry sind die zwei einzigen Abgeordneten französischer Herkunft.

### Koalition

#### Fraktion RPWF-Les Républicains
- André Vaitotai (Liste Taofi ma'u pea sio mama'o; für Hahake, Uvea)
- Atoloto Kolokilagi (Liste Vaka Afea - Les Républicains/Ancienne pirogue - Les Républicains; für Hihifo, Uvea)
- Yannick Feleu (Liste Laga Fenua; Mʻua, Uvea)
- Toma Savea (Liste Mauli Fakatasi/Ensemble pour le changement; für Alo)

Fraktion Ensemble pour un avenir meilleur
- Napole Polutélé (Liste Fakatahi kihe kaha'u e lelei/Ensemble pour un avenir meilleur; für Mʻua, Uvea)
- Marie-Louise Selui (Liste Fakatahi kihe kaha'u e lelei/Ensemble pour un avenir meilleur; für Mʻua, Uvea)
- Soane-Paulo Mailagi (Liste Fakatahi kihe kaha'u e lelei/Ensemble pour un avenir meilleur; für Hihifo, Uvea)

#### Fraktion Centriste
- Sosefo Motuku (Liste Lou fenua Laga Fakatasi/Construire ensemble ton pays; für Alo)

#### Fraktionslose (divers droite)
- Mireille Laufilitoga (Liste Ta'ofi kite lelei fakatahi; für Mʻua, Uvea)
- David Vergé (Liste Wallis-et-Futuna Ensemble; für Hahake, Uvea)
- Lavinia Tagane (Liste Le'o o tupulaga/Voix de la jeunesse; für Hahake, Uvea)

### Opposition

#### Fraktion USPWF
- Savelina Vea (Liste Alofa maoki ki lou fenua/Aimer la vérité dans le pays; für Sigave)
- Nivaleta Iloai (Liste Fakatahi'aga O Hihifo/Union pour Hihifo; für Hihifo, Uvea)

#### Fraktionslose (divers gauche)
- Mikaele Kulimoetoke (Liste Ta'ofi ki'Uvea mo Futuna/Retenir à Wallis et Futuna; für Hahake, Uvea)
- Mikaele Seo (Liste Uvea mo futuna ke lelei; für Mʻua, Uvea)
- Munipoese Muliakaaka (Liste Ofa ki tou fenua; für Mʻua, Uvea)
- Frédéric Baudry (Liste Travail et partage; für Alo)
- Lafaele Tukumuli (Liste Fa'u ile alofa; für Alo)
- Sylvain Brial (Liste Futuna fakatasi ke fetogi/Futuna Ensemble; für Sigave)
- Tuliano Talomafaia (Liste Fakatasi ki le tou ka'au; für Sigave)